# Kimi Katkar
Kimi Katkar (Bombay, 11 december 1965) is een voormalig Indiaas actrice en die in de Hindi filmindustrie actief was.

## Biografie
Katkar maakte haar acteerdebuut met een bijrol in 1985 met de film Patthar Dil. Later dat jaar speelde ze in Adventures of Tarzan, waar ze de hoofdrol speelde. Ze bleef acteren gedurende de late jaren 1980 en speelde in onder andere Mera Lahoo (1987), Dariya Dil (1988), Sone Pe Suhaaga (1988), Gair Kanooni (1989), Jaisi Karni Waisi Bharnii (1989) en Khoon Ka Karz (1991). In de hitfilm Hum (1991)  speelde ze de rol van Jumma tegenover Amitabh Bachchan. Het populaire lied "Jumma Chumma De" uit deze film was op haar karakter gebaseerd. De film Mohabbat Ki Aag lag jaren op de plank en werd pas in 1997 uitgebracht op VHS onder de naam Diwana Tere Dil Ka.
Katkar stopte met acteren na haar huwelijk met fotograaf en reclamefilmmaker Shantanu Sheorey in 1992. Ze vestigde zich in Melbourne.

## Filmografie
| Jaar | Film                      | Rol                                 |
| ---- | ------------------------- | ----------------------------------- |
| 1985 | Patthar Dil               | Rekha Singh                         |
| 1985 | Adventures of Tarzan      | Ruby Shetty                         |
| 1986 | Dosti Dushmani            | Shanti                              |
| 1987 | Mard Ki Zabaan            | Rosie                               |
| 1987 | Paanch Paapi              | Aarti                               |
| 1987 | Mera Lahoo                | Pavitra D. Singh/ Geeta             |
| 1988 | Zalzala                   | Reshma                              |
| 1988 | Tohfa Mohabbat Ka         | Neeta                               |
| 1988 | Sone Pe Suhaaga           | Usha                                |
| 1988 | Shiv Shakti               | Kusum                               |
| 1988 | Mulzim                    | Dr. Rekha                           |
| 1988 | Inteqam                   | Chhaya/ Chandni                     |
| 1988 | Dharamyudh                | Suman                               |
| 1988 | Dariya Dil                | Radha                               |
| 1988 | Tamacha                   | Dolly Saxena                        |
| 1988 | Rama O Rama               | Hema D'Souza                        |
| 1989 | Ustaad                    | vriendin van Vijay                  |
| 1989 | Meri Zabaan               | Kimi/ Rita                          |
| 1989 | Aaj Ke Shahenshah         | Nisha                               |
| 1989 | Kala Bazaar               | bar eigenaresse/ geliefde van Vijay |
| 1989 | Ab Meri Baari             |                                     |
| 1989 | Vardi                     | Dr. Sonu Kaul                       |
| 1989 | Kahan Hai Kanoon          | Jyothi Saxena                       |
| 1989 | Gair Kanooni              | Rita                                |
| 1989 | Jaisi Karni Waisi Bharnii | Radha                               |
| 1989 | Abhimanyu                 | Geeta                               |
| 1989 | Khoj                      | Anita Kapoor                        |
| 1989 | Gola Barood               | Reema                               |
| 1989 | Aag Se Khelenge           | Barkha                              |
| 1989 | Shehzaade                 | Bijli                               |
| 1990 | Tejaa                     | Sonu                                |
| 1990 | Awaragardi                | Leena                               |
| 1990 | Zimmedaaar                | Tina                                |
| 1990 | Andher Gardi              | Tina                                |
| 1990 | Humse Na Takrana          | dochter van Bade Thakur             |
| 1990 | Kaaranama                 | Jyoti                               |
| 1990 | Roti Ki Keemat            | Bijli                               |
| 1990 | Sher Dil                  | Jyoti Kailashnath                   |
| 1990 | Taqdeer Ka Tamasha        | Jhumri                              |
| 1991 | Jeevan Daata              | Kiran Sharma                        |
| 1991 | Lahu Luhaan               | Sonu/ Alisha                        |
| 1991 | Khoon Ka Karz             | Sheetal                             |
| 1991 | Numbri Aadmi              | Bijli                               |
| 1991 | Hum                       | Jumma Gonzalves                     |
| 1992 | Humlaa                    | Anita                               |
| 1992 | Sarphira                  | Neetu                               |
| 1992 | Siyasat                   | Preeti                              |
| 1992 | Zulm Ki Hukumat           | Kiran                               |
| 1997 | Diwana Tere Dil Ka        | Uma                                 |